# المظفر محمود بن محمد
المظفر محمود بن محمد (ت. 642ه/1244 )، هو ابن المنصور الأول من حماة الذي توفي في 617 ه، فتولى بعده ابنه المظفر الثاني محمود بعهدٍ من أبيه، وكان عند وفاة أبيه في مصر عند الكامل بن العادل، فاغتصب المُلْكَ أخوه الناصر قليج أرسلان، لكن الملك الكامل سار إلى الشام وأعاد المظفر الثاني ملكاً على حماة، وأعطى أخاه الناصر مدينة بعرين. وقد بنى المظفر الثاني قلعة المعرة كما بنى سوراً لمدينة حماة خارج القلعة، أصيب بالفالج في سنة 637ه وتوفي سنة 642ه سنة 1244 م وتولى بعده ابنه المنصور الثاني محمد وعمره عشر سنوات، وفي زمنه حدثت موقعة عين جالوت، وقد أبلى فيها بلاءً حسناً وكان بجيشه على ميمنة الجيش الإسلامي، وفي سنة 664ه غزا بلاد السيس بأمر من السلطان الظاهر بيبرس .